# Mutange

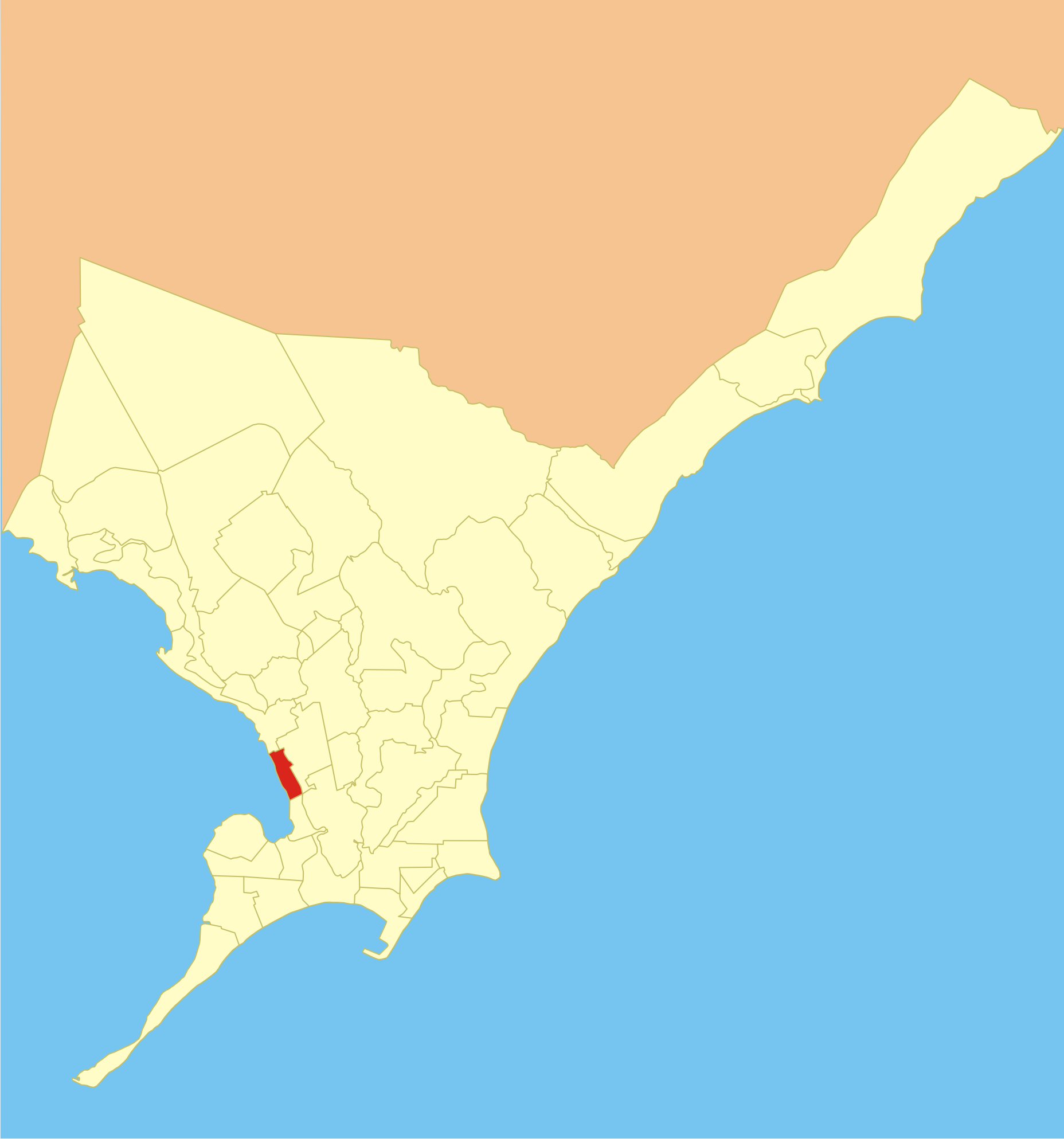
Localização do bairro Mutange em Maceió.

Mutange é um bairro de Maceió, capital do estado brasileiro de Alagoas, localizado às margens da Lagoa Mundaú.
O bairro abriga importantes órgãos para o município, como o Estádio Gustavo Paiva, conhecido como Estádio do Mutange (construído na década de 1920, sediava os jogos disputados pelo Centro Sportivo Alagoano, e posteriormente tornou-se o CT do time), a sede histórica do Instituto do Meio Ambiente de Alagoas (IMA-AL) e uma das casas de saúde mais antigas do estado, o Hospital Psiquiátrico José Lopes.

## Afundamento do solo do Mutange
Atualmente, juntamente dos bairros do Pinheiro, Farol, Bebedouro e Bom Parto, o Mutange sofre as consequências da extração de sal-gema da Braskem com o afundamento do solo no CT do CSA, casas bastante rachadas e avanços inesperados da lagoa.

## Leitura complementar
- RELU (2021). Mapa do Inventário Participativo do Patrimônio de Maceió em Subsidência. Grupo Representações do Lugar (RELU). Janeiro de 2021. Consultado em 07 de dezembro de 2023.